# Hovhannes Baghramjan

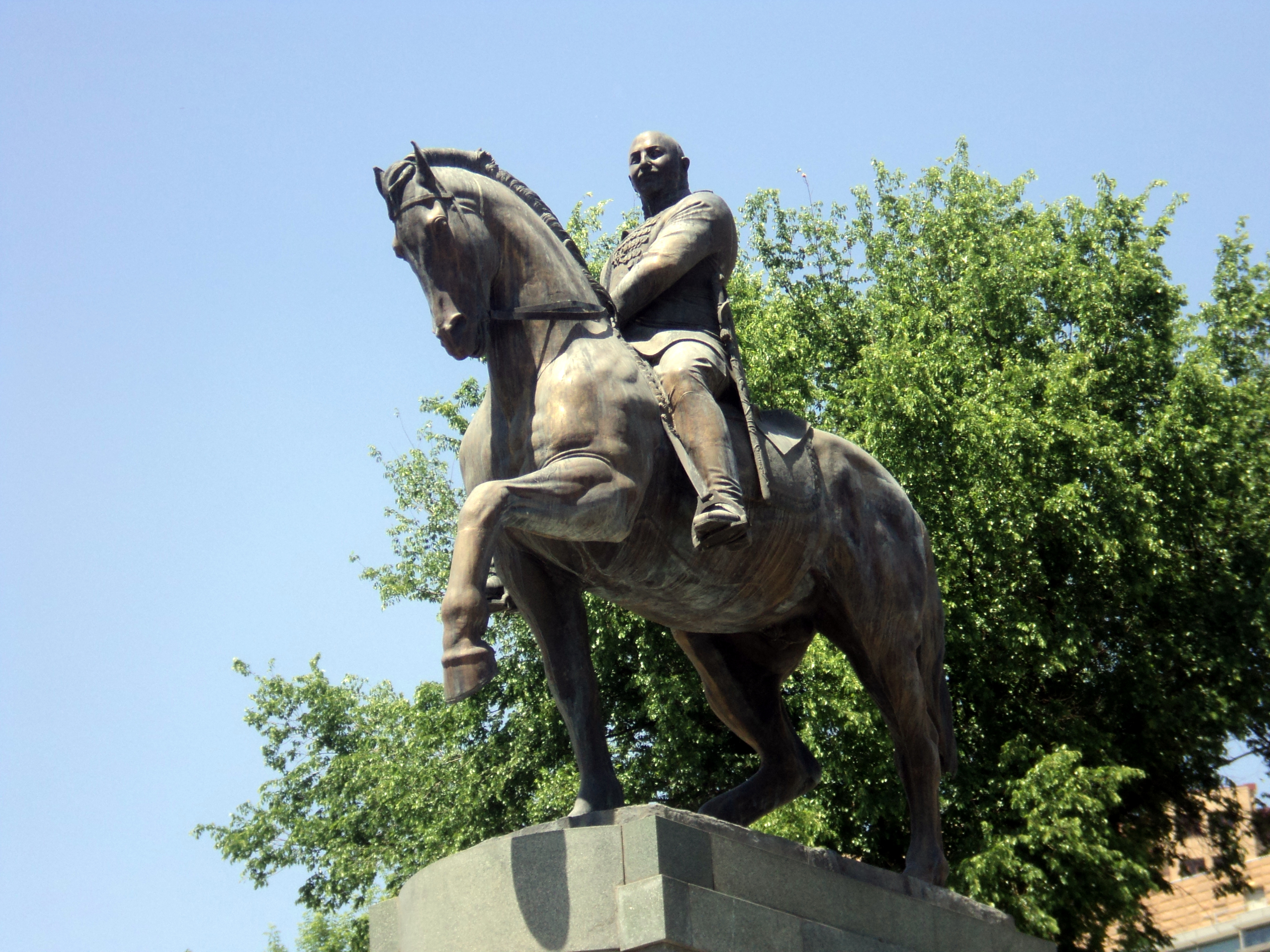
Armeniska frimärken med soldater, Baghramjan längst till vänster.

Hovhannes Kristapori Baghramjan (armeniska: Հովհաննես Քրիստափորի Բաղրամյան) eller (ryska: Иван Христофорович Баграмян: Ivan Christoforovitj Bagramjan, född (20 november g.s.) 2 december 1897 i Tjardachly i Guvernementet Jelizavetpol i Kejsardömet Ryssland (nu Çänlibel i Azerbajdzjan), död 21 september 1982 i Moskva i Ryska SFSR i Sovjetunionen (nu Ryssland), var en sovjetisk-armenisk militär som utnämndes till marskalk av Sovjetunionen 1955. Under andra världskriget var Baghramjan den första icke-slaviska militärofficer som fick befälet över en front (ung. armégrupp).

## Militär karriär

### Mellankrigstiden
Baghramjan var en av de sovjetiska officerare som 1936 antogs till den nyinrättade generalstabsutbildningen, tillsammans med ett flertal andra blivande ledande sovjetiska militärer som till exempel Vatutin, Antonov och Vasilevskij. Han hade inte omedelbart gått med i kommunistpartiet efter konsolideringen av oktoberrevolutionen utan blev medlem först 1941, vilket var ovanligt för att vara en sovjetisk militärofficer.

### Andra världskriget
Vid den tyska invasionen av Sovjetunionen var Baghramjan stabsofficer vid Sydvästfronten i Ukraina, där Michail Kirponos var befälhavare. Han blev därefter chef för Semjon Timosjenkos stab, och var tillsammans med denne huvudansvarig för planeringen av den sovjetiska motoffensiven i maj 1942. Offensiven misslyckades och Baghramjan avpolletterades från Sydvästfrontens stab. Trots att han saknade erfarenhet av att leda enheter i fält, efterträdde han i juli 1942 Konstantin Rokossovskij som befälhavare för 16:e armén (från mars 1943 11:e gardesarmén).
Vid slaget vid Kursk var 11:e gardesarmén under Baghramjan ett av de förband som ledde det sovjetiska motanfallet operation Kutuzov. I november 1943 utnämndes Baghramjan av Stalin till befälhavare för 1:a baltiska fronten, en post som han innehade även i juni 1944 när 1:a baltiska fronten fungerade som den norra flanken i operation Bagration. Baghramjans front fick uppdraget att slå in en kil i Baltikum mellan den tyska armégrupp Nord och de tyska ställningarna i Vitryssland, något som ledde till inringningen av de tyska styrkor som i januari 1945 skulle ingå i armégrupp Kurland.
Vid anfallet mot Ostpreussen i januari 1945 och anfallet mot Königsberg i mars/april samma år anförtroddes Baghramjan med befälet över Samlandgruppen, det förband som skulle utföra stormningen av staden.

### Efterkrigstiden
Efter kriget tjänstgjorde han som suppleant i Högsta sovjet för det Lettiska SSR och Armeniska SSR och var en regelbunden deltagare i partikongresser. Han utnämndes till försvarsminister 1955 och befordrades i samband med detta till marskalk av Sovjetunionen. År 1952 blev han en kandidat för inträde i centralkommittén och 1961 valdes han in som fullvärdig medlem. För sina insatser under kriget betraktades han allmänt som en nationalhjälte i Sovjetunionen, och i synnerhet i Armenien.